# Hakui
Hakui (jap. 羽咋市 Hakui-shi) – miasto w Japonii, na wyspie Honsiu, w prefekturze Ishikawa.

## Położenie
Miasto jest położone u nasady zachodniej części półwyspu Noto, nad Morzem Japońskim, u ujścia rzeki Hakui. Graniczy od wschodu z miastem Himi w prefekturze Toyama.

## Historia
Hakui otrzymało status miasta 1 lipca 1958 roku.

## Miasta partnerskie
- Chiny: Tongzhou, dzielnica Pekinu